# ماريز دوبوك
ماريز دوبوك Maryse Dubuc (من مواليد 21 أكتوبر 1977) هي كاتبة قصص مصورة كندية، اشتهرت بتأليفها لسلسلة القصص المصورة لي نومبريل، ورسمها زوجها الرسام ديلاف.

## روابط خارجية
- السيرة الذاتية لدى ناشرها دوبوي (باللغة الإنجليزية)
- صفحة الفيسبوك الرسمية للي نومبريل